# In God We Trust (film 1913)
In God We Trust è un cortometraggio muto del 1913 diretto da E.A. Martin. Prodotto dalla Selig e sceneggiato da E. Lynn Summers, il film aveva come interpreti Hobart Bosworth, Eugenie Besserer, Herbert Rawlinson, Adele Lane, Baby Lillian Wade.

## Produzione
Il film fu prodotto dalla Selig Polyscope Company.

## Distribuzione
Distribuito dalla General Film Company, il film - un cortometraggio di una bobina - uscì nelle sale cinematografiche statunitensi il 3 luglio 1913.